# Zoom (comparador de preços)
O Zoom é um comparador de preços e produtos, focado em oferecer apoio à compra. Lançado em novembro de 2011, o site conta com centenas de lojas e milhões de ofertas para os consumidores. O serviço pode ser acessado por meio do site, aplicativo para celular e extensão para navegador.
Em 2019, o Zoom comprou o Buscapé, seu principal concorrente na época. A partir de então, deram origem à Mosaico Tecnologia ao Consumidor, empresa a qual pertence atualmente.

## História
Em 2010, os sócios Guilherme Pacheco, José Guilherme Pierotti e Roberto Malta fundaram a Mosaico Ventures, em parceria com o Grupo Globo. Eles já haviam trabalhado juntos em 1999, quando lançaram o Bondfaro, mas venderam o negócio em 2006.
No mesmo ano, apresentaram a versão beta do Zoom e, em novembro de 2011, lançaram a versão final do site, com o objetivo de oferecer o melhor serviço de apoio à compra.
Nos dois primeiros anos de operação, a Mosaico investiu 40 milhões de reais no serviço para que ele competisse com o concorrente Buscapé. A previsão era de que o site alcançasse, em 2012, 12 milhões de visitas. Em 2014, o Zoom começou a se tornar rentável e as Organizações Globo venderam sua participação na Mosaico para os demais sócios.
Nessa ocasião, o site já tinha mais de 300 lojas parceiras e estava entre os principais comparadores de preço do país. Seus destaques perante à concorrência eram os textos explicativos sobre os produtos e os filtros por prioridade, ajudando o consumidor a fazer uma escolha melhor. 
Além disso, o Zoom mantinha uma ouvidoria para atender e resolver os problemas dos usuários que compravam pelo site. Com o serviço Zoom Garante, o comprador tinha a garantia de receber um reembolso completo para itens de até R$ 3 mil. Nessa época, o site registrava 15 milhões de visitas mensais. 
O crescimento do Zoom foi grande e, em 2019, o site comprou seu principal concorrente, o Buscapé, que pertencia à Naspers. O valor da negociação não foi divulgado, mas também incluiu a compra das marcas Bondfaro, QueBarato!, Moda It e SaveMe. Na época, a expectativa era que os sites somassem a audiência de 30 milhões de usuários por mês e gerassem R$ 5 bilhões em vendas no ano.
Com a compra, o grupo ganhou um novo nome, Mosaico Tecnologia ao Consumidor, em 2020. A antiga Mosaico Ventures passou a se chamar Tessera Ventures. 
Já em 2021, o Zoom anunciou sua plataforma de cashback, que promete devolver para o consumidor parte do dinheiro gasto na compra. Em 2022, foi a vez do lançamento da plataforma de cupons e do cartão de crédito, em parceria com o Banco Pan.

## Prêmios
- 3º lugar no Prêmio Reclame Aqui 2022, na categoria Classificados e Comparadores Online[8]
- 2º lugar no Prêmio Reclame Aqui 2021, na categoria Classificados e Comparadores Online[9]
- 2º lugar no Prêmio Reclame Aqui 2020, na categoria Classificados e Comparadores Online[10]
- 2º lugar no Prêmio Reclame Aqui 2019, na categoria Classificados e Comparadores Online[11]
- 1º lugar no Prêmio Reclame Aqui 2018, na categoria Classificados e Comparadores Online[12]
- 3º lugar no Prêmio Reclame Aqui 2017, na categoria Classificados e Comparadores Online[13]
- 3º lugar no Prêmio Reclame Aqui 2016, na categoria Classificados e Comparadores Online[14]